# Pek’in
Peqiʿin (hebräisch פְּקִיעִין Pəqīʿīn; arabisch البقيعة, DMG al-Buqīʿa) ist eine Stadt im Norden Israels. Mit knapp 80 % Bevölkerungsanteil stellen Drusen die Mehrheit der Einwohner.

## Geografie
Peqiʿin befindet sich acht Kilometer östlich von Maʿalot-Tarschicha in Galiläa. 5.815 Menschen leben dort (Stand 2018).

## Geschichte
Der Ort Peqiʿin geht zurück auf das historische Baca, das Flavius Josephus in seinem Werk Jüdischer Krieg nannte. Laut Flavius Josephus befand sich der Ort an der Grenze zwischen dem Königreich des Herodes Agrippa II. und dem Königreich Tyros.

## Synagoge
Die Synagoge wurde anstelle eines historischen Beth Midrasch erbaut, wo in der Zeit vor dem Bar-Kochba-Krieg der Rabbi Jehoschua ben Chananja gelehrt hatte. In der Zeit nach dem Bar-Kochba-Krieg soll hier Rabbi Schimʿon ben Jochai gelehrt haben. Das aktuelle Gebäude stammt aus dem Jahr 1873. Ein Jude namens Rafael Halevy aus Beirut finanzierte den Bau. 1926 und 1930 wurden zwei alte Steintafeln in der Synagoge freigelegt. Eine zeigt eine Menora, Schofar und Lulav und die zweite zeigt einen Thoraschrein. Beide werden in die Zeit zwischen dem späten 2. Jahrhundert und dem Anfang des 3. Jahrhunderts datiert.
1922 besuchte Jizchaq Ben Zvi die jüdische Gemeinde von Peqiʿin und dokumentierte seinen Besuch in seinem Buch Schaʿar Jaschuv. 1955 veranlasste Zvi das israelische Ministerium für religiöse Angelegenheiten die alte Synagoge zu restaurieren. Zvi ließ auch eine 100-Schekel-Banknote drucken, die die Synagoge von Peqiʿin auf der Rückseite zeigte. Die zurzeit ungenutzte Synagoge wird von Margalit Zinati unterhalten. Zinatis Familie lebt seit Jahrhunderten in Peqiʿin, seit der Zeit des Zweiten Tempels.

Rezeption
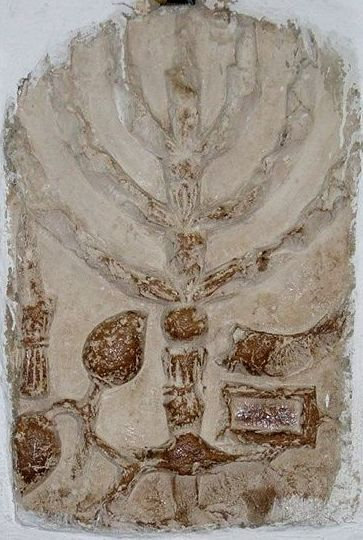
Eine der beiden 1926 und 1930 entdeckten Steintafeln
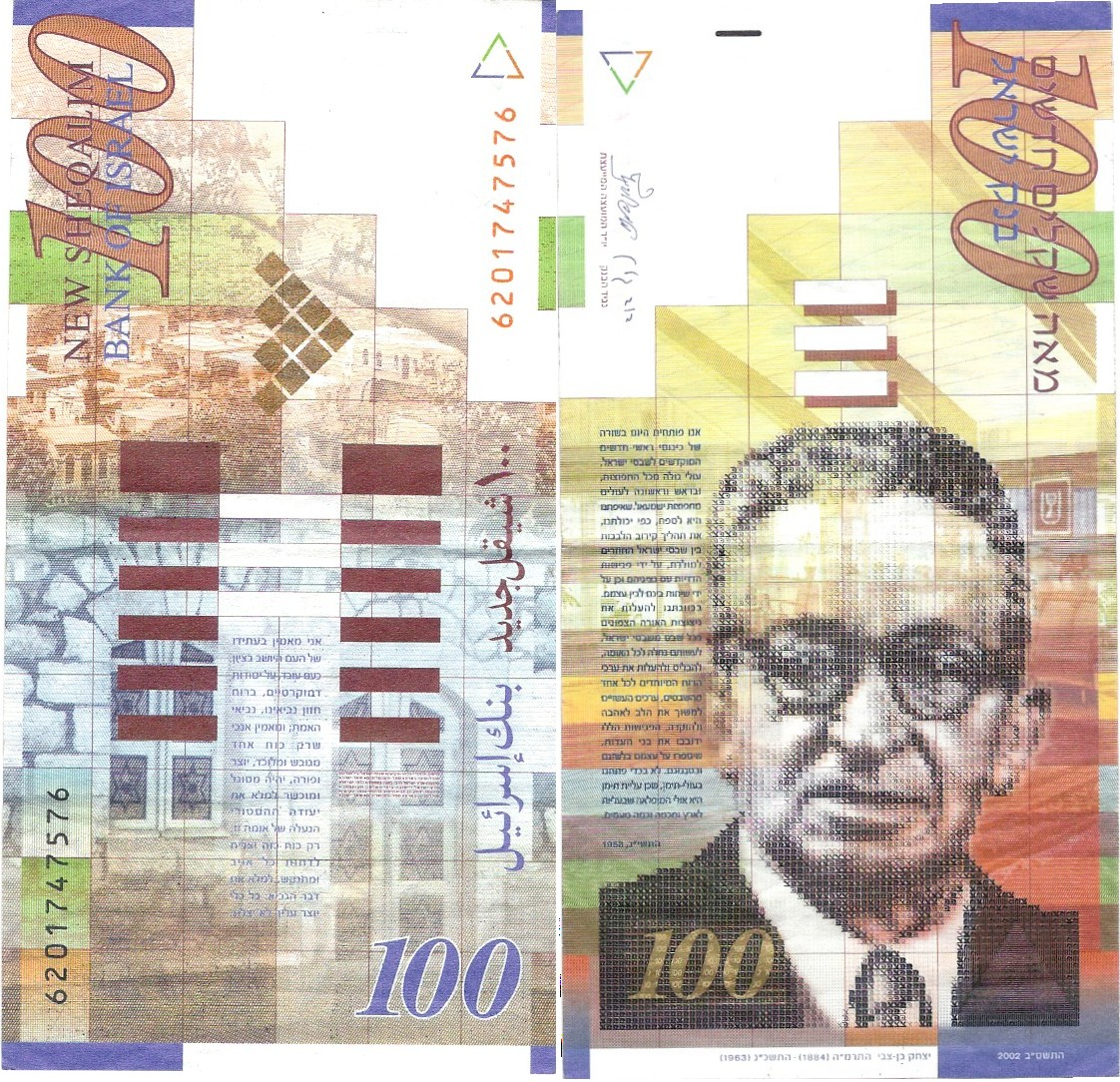
100-Schekel-Banknote mit der Synagoge auf der Rückseite